# Jean Tarde
Jean Tarde (r. La Roque-Gageac 1561 ali 1562, um. La Roque-Gageac 1636) je bil generalni vikar v Sarlatu, znan po svojih kronikah škofije. Bil je Francoz in je prvi sprejel Kopernikovo teorijo. Tarde se je rodil v napol premožni družini v meščanski skupnosti v La Roque-Gageacu blizu Sarlata v Franciji. Doktoriral je iz prava na Univerzi v Cahorsu in nato nadaljeval študij na Univerzi v Parizu. V svojem mlajšem odraslem življenju je opravljal številne različne verske položaje, kot je kanoniški teolog in duhovnik, kjer je v prostem času študiral različne vede, vključno z matematiko, astronomijo, fiziko in geografijo. Najbolj znan je po svojem delu s sončevimi pegami, za katere je sklepal, da so majhni sateliti sonca.

## Življenjepis
Jean Tarde je pripadal uveljavljeni družini iz Sarlata, ki sega vsaj v 14. stoletje. Družina je imela dve veji, du Pontov, ki ji je pripadal Jean Tarde, in de Lisles. Študiral je na univerzi Cahors in nato na Sorboni ter bil strokovnjak za matematične vede.
Postal je kurat Carvesa blizu Belvèsa, preden je bil imenovan za teološkega kanonika v stolnici v Sarlatu. Prosti čas je posvečal znanstvenim študijem, vključno z matematiko, astronomijo, fiziko in geografijo.
Njegova ljubezen do starin ga je spodbudila, da je veliko potoval, zlasti po jugovzhodni Franciji, kjer je obiskal glavna galo-rimska najdišča. Leta 1591 je bil v Béziersu in Marseillu, v letih 1592, 1593 in 1594 je bival v Nîmesu in Uzèsu. Leta 1593 je obiskal tudi Orange in Avignon, kjer je dobil dovoljenje za nadaljevanje raziskav v papeških arhivih, od koder je tudi odšel ob svojem prvem obisku Rima in se tja vrnil. Ob tem prvem obisku leta 1593 se je družil z velikim starinarjem Fulviem Orsinijem. Na tem obisku je tudi spoznal enega najboljših matematikov tistega časa, Christopha Claviusa.
Med verskimi vojnami so bili arhivi stolnice uničeni in Tarde je bil zadolžen za njihovo rekonstitucijo. Leta 1594 mu je sarlatski škof naročil tudi izdelavo zemljevida škofije, ki prikazuje škodo, ki so jo povzročile vojne. Da bi se lotil te naloge, je hodil po škofiji s kvadrantom, iglo kompasa in sončno uro za določanje razdalj in kotov. Iz tega časa so verjetno tudi kronike, ki jih je vodil do leta 1630. Zapisal je tudi potovanje v Rim, ki se ga je leta 1593 lotil po škofovem navodilu.
Marca 1599 ga je Henrik IV. Francoski imenoval za ordinarja.
Leta 1629 je bil Tarde imenovan za člana Conseil du Roi, dedni položaj, ki ga je njegova družina obdržala do francoske revolucije.
Jean Tarde je menil, da so sončeve pege majhni planeti med Merkurjem in Soncem. Njegova verska prepričanja so mu preprečila, da bi sprejel, da so se sončeve pege pojavile na samem Soncu, ker je bilo Sonce sveto mesto, ki ga je izbral sam Bog in se ne more pokvariti. Ta teorija je temeljila na svetopisemski frazi In sole posuit tabernaculum Suum ('[Bog] je postavil svoj šotor na soncu'), na katero se je skliceval v svojem pisanju. Ideja o čistem in svetem Soncu ni temeljila le na Bibliji, ampak na Aristotelovi filozofiji.

## Astronomija

### Razprave z Galileo Galileijem
Jean Tarde je najprej izvedel za Galilejevo delo prek Roberta Balfourja, ki ga je poznal, prebral Sidereus Nuncius in želel izvedeti več. Med svojim obiskom v Firencah je Jean Tarde 12. novembra leta 1614 obiskal Galilea. Tarde je občudoval Galilea in po srečanju v svoj dnevnik zapisal: »Zjutraj sem šel k mojstru Galileu, slavnemu filozofu in astronomu... povedal, da je njegova slava prečkala Alpe, prečkala Francijo in segla celo do oceana«. V njunem pogovoru je z Galilejem govoril o več temah, kot so "lune" (prstan) Saturna in faze Venere. Galileo je verjel, da so pege prepotovale isto pot kot Venera in Merkur, ki sta potrebovala 14 dni, da prečkata sredino Zemlje. Galileo je tudi menil, da za pege ni paralakse, kar pomeni, da morajo biti pege zelo blizu ali na Soncu, ne na zemlji. Vedel je, da je njegovim trditvam morda težko verjeti, zato je Galileo tudi povedal Tardeju, da so drugi videli iste točke, ki jih je videl on, kar je dejansko pomagalo potrditi njegova videnja.
Kasneje v njunem pogovoru Tarde vpraša Galileja, kako narediti teleskop. Galileo je trdil, da zdaj ve, kako daljnogled deluje, vendar je Tardeja napotil na Keplerjevo knjigo o optiki. Galileo naj bi Tardu poslal boljše leče, medtem ko je bil Tarde v Rimu, vendar so minevali meseci in še vedno ni (to je bilo znano iz Tardovih pisem Galileju). Vendar sta se Tarde in Galileo po njunem pogovoru nekajkrat srečala in Galileo je razkril vedno več o tem, kaj je odkril s teleskopom.
Jean Tarde je o svojem srečanju in pogovoru z Galilejem pisal v svojem dnevniku. Vendar je bil del intervjuja, v katerem je z Galilejem razpravljal o sončevih pegah, prečrtan. Razlogi, zakaj je Jean Tarde to storil, niso znani in so predmet razprave med zgodovinarji. Nekateri zgodovinarji menijo, da je Jean Tarde izvedel, da Galileo ni bil prvi, ki je odkril sončeve pege, kot je takrat trdil. Galileo in Tarde sta se po tem nekajkrat srečala. 

### Razprave s Christophom Grienbergerjem
Po srečanju z Galilejem v Firencah se je Jean Tarde vrnil v Rim, kjer je srečal jezuitskega matematika Christopha Grienbergerja. Jean Tarde se je od Christopha Grienbergerja naučil več stvari o sončevih pegah. Med temi je Christoph Grienberger povedal Jeanu Tardeju, da so številni drugi astronomi v Italiji in Nemčiji lahko opazovali sončeve pege. Pojasnil je, da obstajata dve glavni niti razmišljanja o tem, kaj so sončeve pege; rekel je, da so ljudje bodisi mislili, da so sončeve pege majhni planeti zelo blizu Sonca ali nekakšni pojavi v sončevi atmosferi. Jeanu Tardu je tudi demonstriral štiri metode opazovanja sončevih peg.

### Raziskave v Sarlatu
Jean Tarde se je februarja 1615 vrnil v Sarlat in zgradil majhen observatorij. Ni znano, ali je teleskop uporabil lečo, ki jo je obljubil Galileo. Jean Tarde je opazoval s projekcijo sonca na bel list znotraj svojega zatemnjenega observatorija. S to metodo je posnel dolge in podrobne dnevnike sončevih peg in njihovega gibanja. Ti zapisi bodo nekaj let kasneje uporabljeni pri pisanju njegove knjige.
Leta 1615 je 25. avgusta Jean Tarde naenkrat opazil več kot 30 sončevih peg na Sončevi strani.

### "Bourbonski planeti"
Jean Tarde je svojo knjigo o sončevih pegah začel pisati leta 1619. Na koncu je izdal dve različici knjige na to temo: Borbonia Sidera v latinščini leta 1620 in Astras de Borbon v francoščini leta 1622. Naslova teh knjig pomenita Bourbonske zvezde, posvečene Ludviku XIII. in vladajoči družini Francije; verjetno zato, da bi poskušal pridobiti pokroviteljstvo, kot mnogi drugi znanstveniki tistega časa.
V teh knjigah Tarde navaja svoja opažanja in argumente o naravi nedavno odkritih sončevih peg. Tarde zavrača teorijo, da so bile pege na soncu ali v sončevi atmosferi, s trditvijo, da to »krši aristotelovsko načelo, da nebesa niso bila podvržena napaki«. Peripatetiki so menili, da je trditev nezaslišana in žaljiva. Tarde pravi, da so pege pravzaprav oblaki in emisije Sonca. Tarde je trdil, da pege ne morejo zmanjšati sonca, ker je sonce oče svetlobe. Pravi: »To je sedež Boga, njegova hiša, njegov tabernakelj. Brezbožno je pripisovati Božji hiši umazanijo, pokvarjenost in madeže Zemlje«. Tarde je menil, da je sonce popolna krogla in brezhibno.
Namesto tega je Tarde podpiral stališče, da so sončeve pege niz majhnih planetov, ki krožijo blizu sonca. V svoji knjigi je predstavil vrsto dvajsetih lastnosti sončevih peg, za katere je verjel, da vodijo do sklepa, da so sončeve pege planeti. Med lastnostmi, ki jih je navedel, so bile:
- Število sončevih peg in pogostost njihovega pojavljanja sta bila daleč prevelika, da bi šlo za prehode drugih notranjih planetov; Venera in Merkur. Poudaril je celo, da je bilo Keplerjevo opazovanje, »majhna madeža, čisto črna, približno kot bolha«, za katero je Kepler mislil, da je prehod Merkurja, pravzaprav sončeva pega. Podobno je trdil o opazovanjih Julija Cezarja Scaligerja.
- Temo, da so sončeve pege na Soncu podobne temnosti, je primerjal s senco Zemlje na Luni med luninim mrkom.
- Mnogi ljudje so takrat menili, da je sedem planetov, ki so jih poznali stari; Merkur, Venera, Mars, Jupiter, Saturn, Luna in Sonce. Jean Tarde je trdil, da je to prepričanje napačno, ko je razpravljal o tem, da je več starodavnih kultur verjelo v neskončno število svetov. Čeprav ni verjel, da obstaja neskončno število svetov, je navedel nedavna odkritja Jupitrovih Galilejanskih lun in Saturnovih dveh lun (pravzaprav prstanov). Navedel je tudi ogromno število novih zvezd, ki so zdaj vidne s teleskopi.
- Trdil je, da sončeve pege ne morejo biti zvezde, ker niso svetle kot druge zvezde.
- Z več trditvami je nasprotoval Galilejevemu dokazu, da sončeve pege niso planeti zaradi svoje nepravilne oblike. Vključno s tem, da je zaradi svetlosti Sonca nemogoče dobiti jasno sliko okroglosti sončevih peg, da imajo sedanji teleskopi težave z razločevanjem temnih in oddaljenih predmetov in da bodo sončeve pege prestajale faze kot drugi notranji planeti.
- Trdil je, da je navidezno gibanje po ekliptiki posledica zornega kota opazovalca, ki stoji na Zemlji.
- Galileo je trdil, da morajo biti sončeve pege na Soncu, ker ne kažejo paralakse. V odgovor je Tarde trdil, da so se bodisi približali soncu, da bi dobili natančno meritev, bodisi da je bila sprememba paralakse tako majhna, da bi jo bilo treba stalno spremljati. Tako bi že en oblačen dan preprečil njeno merjenje.
- Ena velika težava, ki jo je Galileo zastavil Tardeju, je bila, da je bila Venerina orbita hitrejša od Zemlje in Merkur hitrejši od Venere, zakaj torej sončeve pege niso šle hitreje? V odgovor je Tarde trdil, da je spremenljiva hitrost sončevih peg del tega, kako jih je mogoče prepoznati.
- Menil je tudi, da je sonce nepokvarljivo.

Ker je imel Tarde veliko ugotovitev, je svoje delo objavil šele leta po tem, ko je naredil odkritja, za razliko od drugih filozofov svojega časa. Čeprav je Tarde v svoje delo vložil toliko časa in truda, mu priznanje, ki si ga je želel pridobiti od kralja, ni bilo predstavljeno. Za nekaj let je celo opustil teorijo o sončevih pegah, nato pa se je vrnil k pogovoru v Dialogu o dveh svetovnih sistemih iz leta 1632. V kasnejših letih je več filozofov začelo razpravljati o Tardovem delu. Nekateri so se strinjali s Tardejem, nekateri ne, a razprava še vedno poteka. Toda ko je Tarde umrl, se je začel tudi pogovor o sončevih pegah. V naslednjih letih so leta 1640 našli nekaj opažanj sončevih peg in pogovor se je znova začel.

## Objavljena dela
- Chroniques de Jean Tarde
- Les usages du quadrant à l'esguille aymantée divisée en deux livres, 1621
- Borbonia sidera, id est Planetae qui solis limina circumvolitant motu proprio ac regulari, falso hactenus ab helioscopis maculae solis nuncupati. Ex novis observationibus Joannis Tarde, 1620
- Les Astres de Borbon et apologie pour le soleil, monstrant et vérifiant que les apparences qui se voyent dans la face du soleil sont des planètes, et non des taches, 1622
- Description du diocèse de Sarlat et Haut Périgord, 1624
- Le diocèse de Sarlat. Diocoesis Sarlatensis, 1625
- Potamographie de Garone et des fleuves qui se rendent dedans
- Description du pais de Quercy